# 鄧靜華
鄧靜華（1903年12月8日—1991年3月19日）字君實，是一位中国數學教育家。

## 生平
生于四川省開江縣講治鄉飛雲舖，其父鄧定益（字純菴）為前清秀才，早年習武以抵制紅燈教及白蓮教，並維護鄉里。同時深研經史，認為科學是強國的當務之急。所以建議開江縣令，在市場上買米時每斗米留出一把，積累起來作為請中學老師的聘金。開江中學就此創建起來，並招生3名。鄧靜華就是其中一位。
中學畢業后，來到北平，考入國立北京工業大學電機系。後尊父之命到到法國南錫大學留學，改學數學。
1930年獲碩士學位，並回國任教
1930年任教上海大同大學
1931年應廣西大學校長馬君武的邀請在廣西大學任教
1937年重慶大學
1939年二次應馬君武校長邀請，又囬廣西大學任教
1942年復旦大學任教
1947任復旦大學數理系主任
1949年赴臺灣任教于國防兵工工程學院（今國防大學理工學院）、國立臺灣師範大學、國立中央大學及中原大學。后被聘到國立臺灣大學數學系任教，被譽為臺大數學系的第一代師長
1956年按教育部休假條列，自臺大休假，假期內應聘前往新加坡南洋大學講學。給剛剛創辦的南洋大學數學系打下良好的基礎。
1959年南洋大學數學系已具規模，準備囬臺大繼續任教。當時淡江大學數學系主任病逝，剛剛成立的數學系急需人才主持，便懇請鄧靜華教授擔任系主任。
1963年兼任教務長，並兩次代理校務。曾獨資設立《純菴獎學金》，獎勵優秀學生。
1970年國立政治大學擴充文學院為文理學院，創辦數學系，特約鄧靜華教授任系主任。
1971年在政治大學退休。即被東吳大學校長端木愷約請出任數學系主任，並兼理學院院長。創辦數學學報，建立數學系優秀清寒學生獎學金，和數學系講座教授基金。
1975年創辦東吳數理學報。
1978年改為東吳數學學報。
1992年按鄧靜華教授遺囑，用其遺產的一部分在四川省開江中學成立了《純庵獎學金》，以鼓勵品學兼優的學生。

## 學術貢獻
在重慶大學任教時，正值抗戰期間，書籍文獻奇缺，鄧教授便著《微積分及解析幾何概要》和《積分及微分方程式概要》兩書，獲國立編譯館獎金。赴臺后曾編著多本中等學校數學教科書。後又編著《微積分》，《微分方程式》及《微分幾何》，各校都競相採用，由教育部微集評審，以取材精當，列於甲等，並頒發獎狀及獎金。主編了中山自然科學大辭典（第二冊）數學。在國內外數學刊物發表學術論文十二篇。

## 家庭
1932年與吳錫明結婚，後育一子鄧安道，但年幼早逝，以後再沒有生育。

## 軼事
鄧靜華在北京工業大學讀書時，正值馬君武為校長，在馬君武誕辰100週年時，他曾撰寫《懷念馬校長君武先生》一文，其中有詼諧讚賞之句：“馬公到校後，久不冒煙之實習工廠，亦濃煙冉冉升空；嚴冬冷寂之教室與圖書館，亦得有煤升爐取暖，因是全校員生振奮不已。”
而後又兩次受馬校長之邀到廣西大學出任教授。他的婚禮都是由馬君武夫婦主持，馬君武校長代表女方，馬師母代表男方家長福證。
鄧靜華去世後，淡江大學校長、前交通部長張建邦親自為其題碑文，稱他為“當代的數學教育家，眾多教師的教師。”